# Monasterio de San Esteban (Bañolas)
El monasterio de San Esteban (en catalán Sant Esteve) se encuentra situado en el casco antiguo de la ciudad de Bañolas, en la comarca del Pla de l'Estany. Puede ser considerado como una de las primeras fundaciones monásticas benedictinas en Cataluña (España). 
En 1973 fue declarado Monumento Histórico Artístico.

## Historia
Aunque no se conoce la fecha exacta, el monasterio se fundó antes de 812. Su creación fue a cargo del abad Bonitus que obtuvo del conde Odilón los derechos sobre unos terrenos conocidos como "Baniola" en el pagus de Besalú. El primer documento escrito en el que aparece citado el monasterio de San Esteban es de fecha 822; en el documento se cita la autorización del conde Odilón para que se realicen trabajos en el terreno antes citado.
El sucesor de Bonitus, el abad Mercoral, obtuvo de Ludovico Pío el precepto que le confirmaba la propiedad del lago de Bañolas, sus aguas y los terrenos que lo rodeaban.
Los primeros habitantes de Bañolas se instalaron alrededor del monasterio y quedaron durante siglos bajo el poder feudal del abad. Los edificios del cenobio sufrieron diversas destrucciones a lo largo de su historia. El conjunto arquitectónico que ha llegado hasta nuestros días es una mezcla de estilos, producto de las diferentes épocas en las que se construyó.
En el siglo X quedó destruida la primera iglesia del monasterio después de sufrir el ataque de las tropas sarracenas. En 957 el obispo Arnulfo de Gerona consagró un nuevo templo, construido con tres vueltas de piedra y tres ábsides. En el siglo XI San Esteban sufrió una nueva destrucción; se reformó y se realizó una nueva consagración en el 1086.
El conjunto del edificio también se vio afectado por los terremotos que asolaron la zona en 1427 y 1428. En 1655 se destruyó el campanario del monasterio, el claustro románico y una parte del templo. En el siglo XVII se inició la reconstrucción. Entre 1692 y 1699 se construyó un nuevo campanario.
El CRAI Biblioteca de Reserva de la Universidad de Barcelona conserva, a raíz de la desamortización de 1835, algunas obras provenientes los fondos del monasterio. Asimismo, ha registrado y descrito ejemplos de las marcas de propiedad que identificaron el monasterio a lo largo de su existencia.

## Edificio

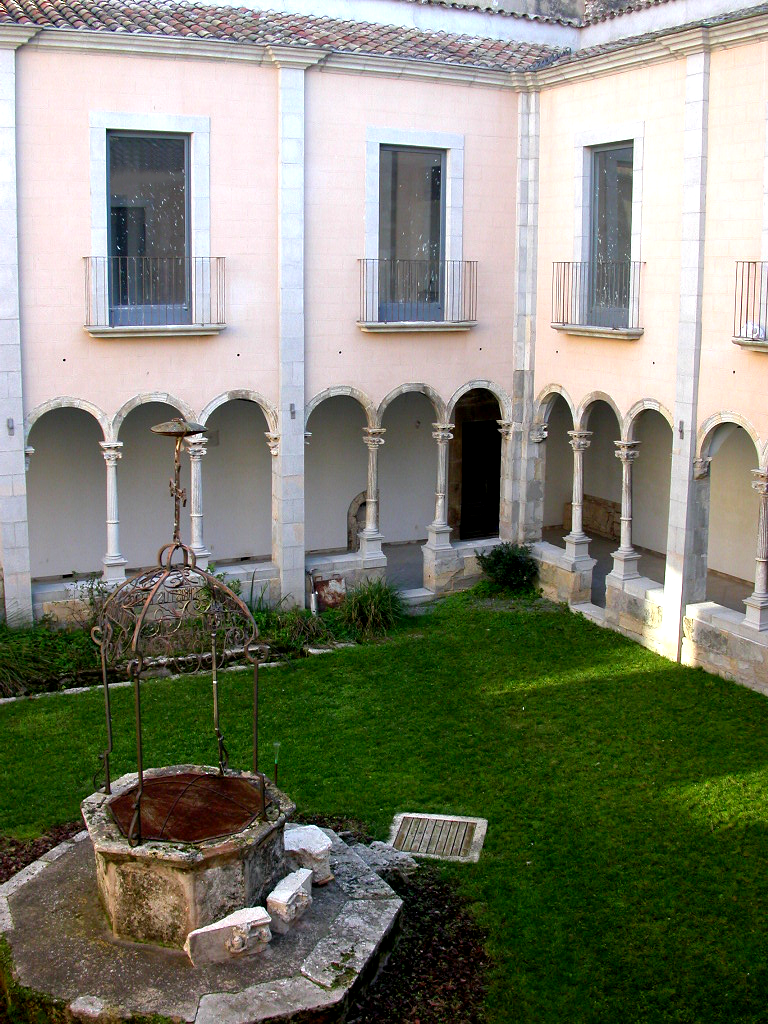
Claustro

El primer claustro documentado del monasterio está fechado en 1086 y era de estilo románico. El que puede verse hoy en día se construyó en el siglo XVIII en estilo neoclásico.
La iglesia del monasterio es de una única nave, terminada con un triple ábside. La fachada de entrada de la actual iglesia es de estilo gótico tardío, construido en el siglo XVI, mientras que el resto del edificio es del siglo XVII de estilo neoclásico.
Existen otras dependencias como el refectorio, el dormitorio, la Sala capitular, las viviendas de los monjes, la bodega, el granero, el establo, la cocina y la portería.
En el monasterio de San Esteban se conservan diversas obras de arte como el "Retablo de Nuestra Señora de la Escala", de mediados del siglo XV y atribuido al maestro Joan Antigó. En el centro del retablo se encuentra una escultura gótica policromada de la Virgen de la Escala, del siglo XIV.
La "arqueta de Sant Martirià" está considerada como uno de los elementos más destacados de la orfebrería gerundense. Se trata de una pieza gótica del siglo XV. La caja en la que se encuentran los restos de Sant Martirià, patrón de la ciudad, es de madera de ciprés y está recubierta de plata. Tiene forma de templo gótico y está rodeada por veinticuatro figuras del mismo metal.
Durante las obras de rehabilitación del claustro, finalizadas en 2003, aparecieron diferentes restos de capiteles románicos, valorados como de gran importancia patrimonial, del siglo XI, así como unas pinturas policromadas de la época gótica tardía.
Otra pieza destacable es el órgano del monasterio. De estilo barroco, construido en el siglo XVIII, está situado sobre el vestíbulo de la iglesia.